# Фредерсдорф-Фогельсдорф
Фредерсдорф-Фогельсдорф (нім. Fredersdorf-Vogelsdorf) — громада в Німеччині, розташована в землі Бранденбург. Входить до складу району Меркіш-Одерланд.
Площа — 16,36 км2. Населення становить 14 310 ос. (станом на 31 грудня 2020).

## Демографія
- Динаміка населення з 1875 року в сучасних кордонах (Синя лінія: населення; Пунктир: відносна порівняльна динаміка населення землі Бранденбург; Сірий фон: період Третього рейху; Помаранчевий фон: період НДР)
- Динаміка населення (синя лінія) і прогнози

| Рік  | Населення |
| ---- | --------- |
| 1875 | 859       |
| 1890 | 984       |
| 1910 | 1 766     |
| 1925 | 2 670     |
| 1939 | 5 552     |
| 1950 | 5 888     |
| 1964 | 7 923     |

| Рік  | Населення |
| ---- | --------- |
| 1971 | 8 036     |
| 1981 | 7 327     |
| 1985 | 7 180     |
| 1990 | 6 865     |
| 1995 | 7 740     |
| 2000 | 11 069    |
| 2005 | 12 401    |

| Рік  | Населення |
| ---- | --------- |
| 2010 | 12 801    |
| 2015 | 13 104    |
| 2016 | 13 572    |
| 2017 | 13 761    |
| 2018 | 13 873    |
| 2019 | 14 109    |
| 2020 | 14 310    |

Джерела даних вказані на Wikimedia Commons.

## Галерея

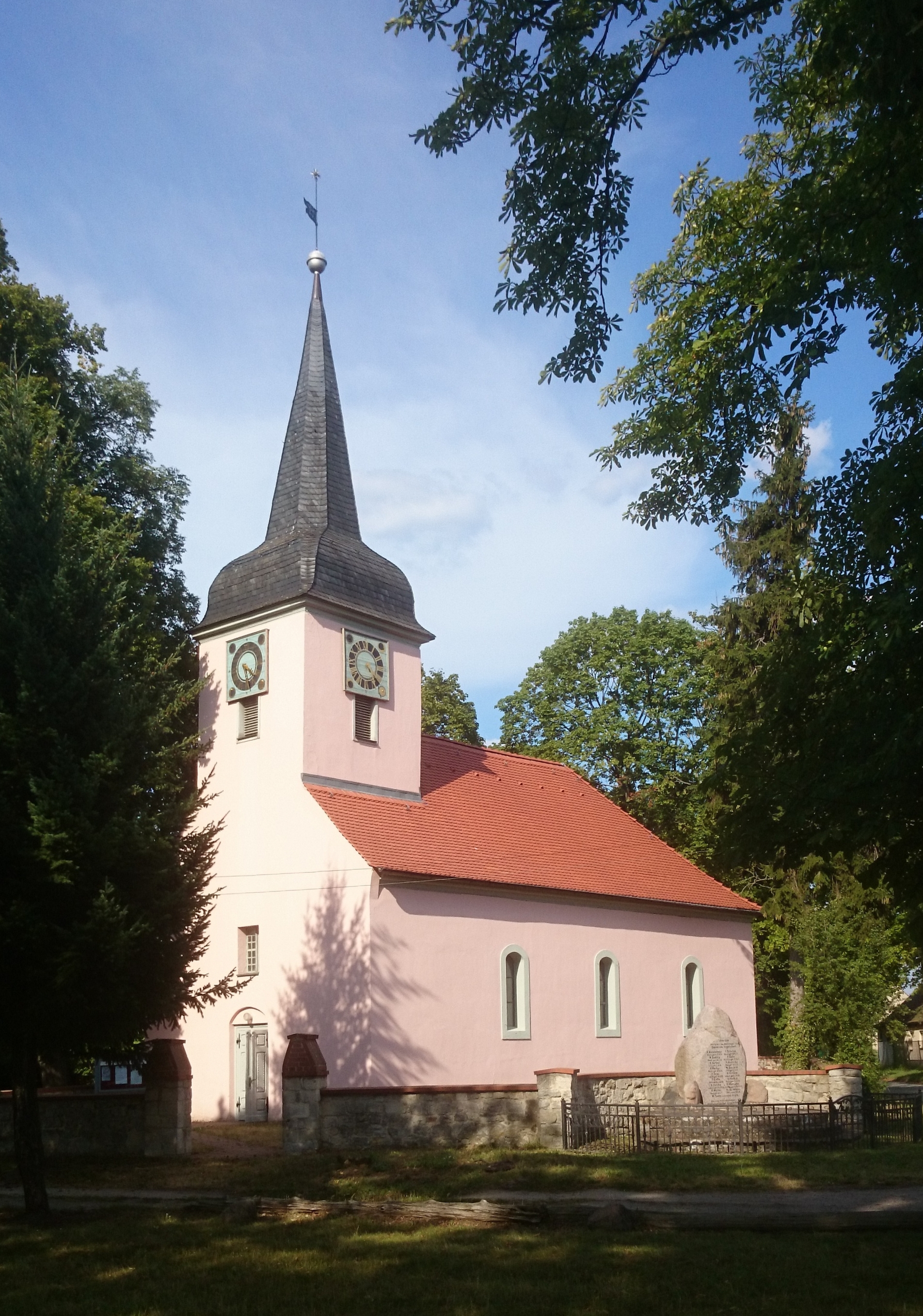
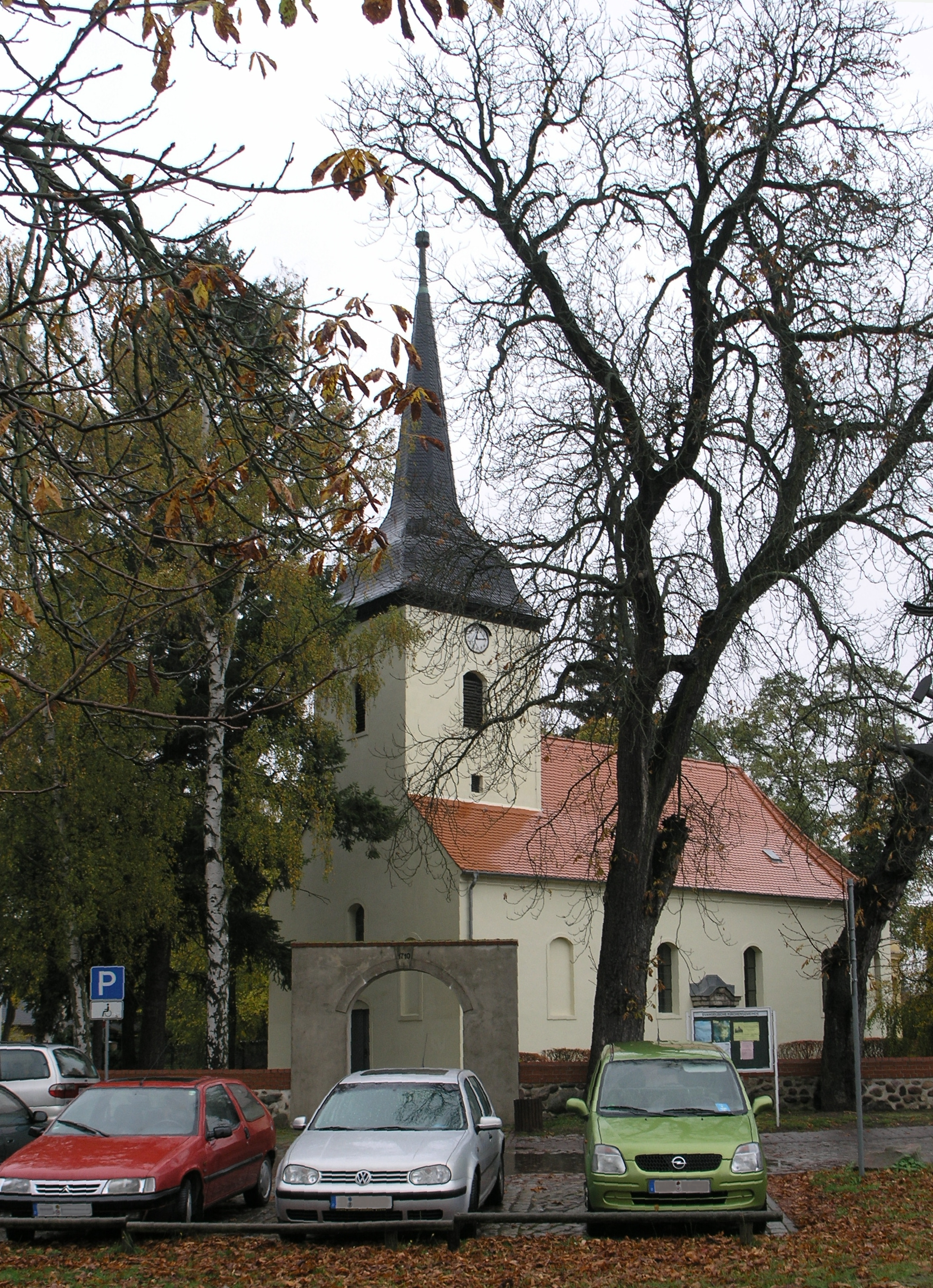
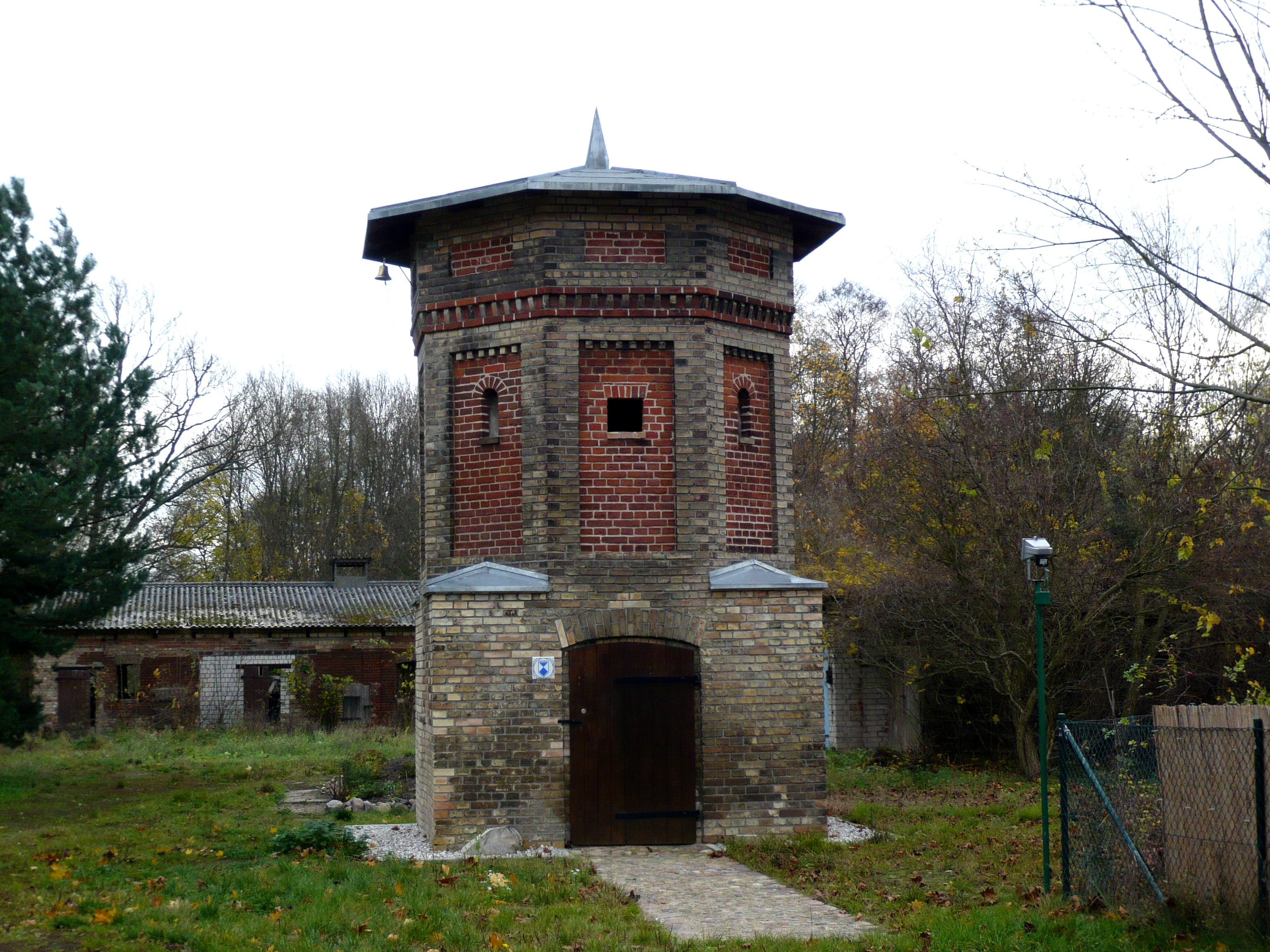
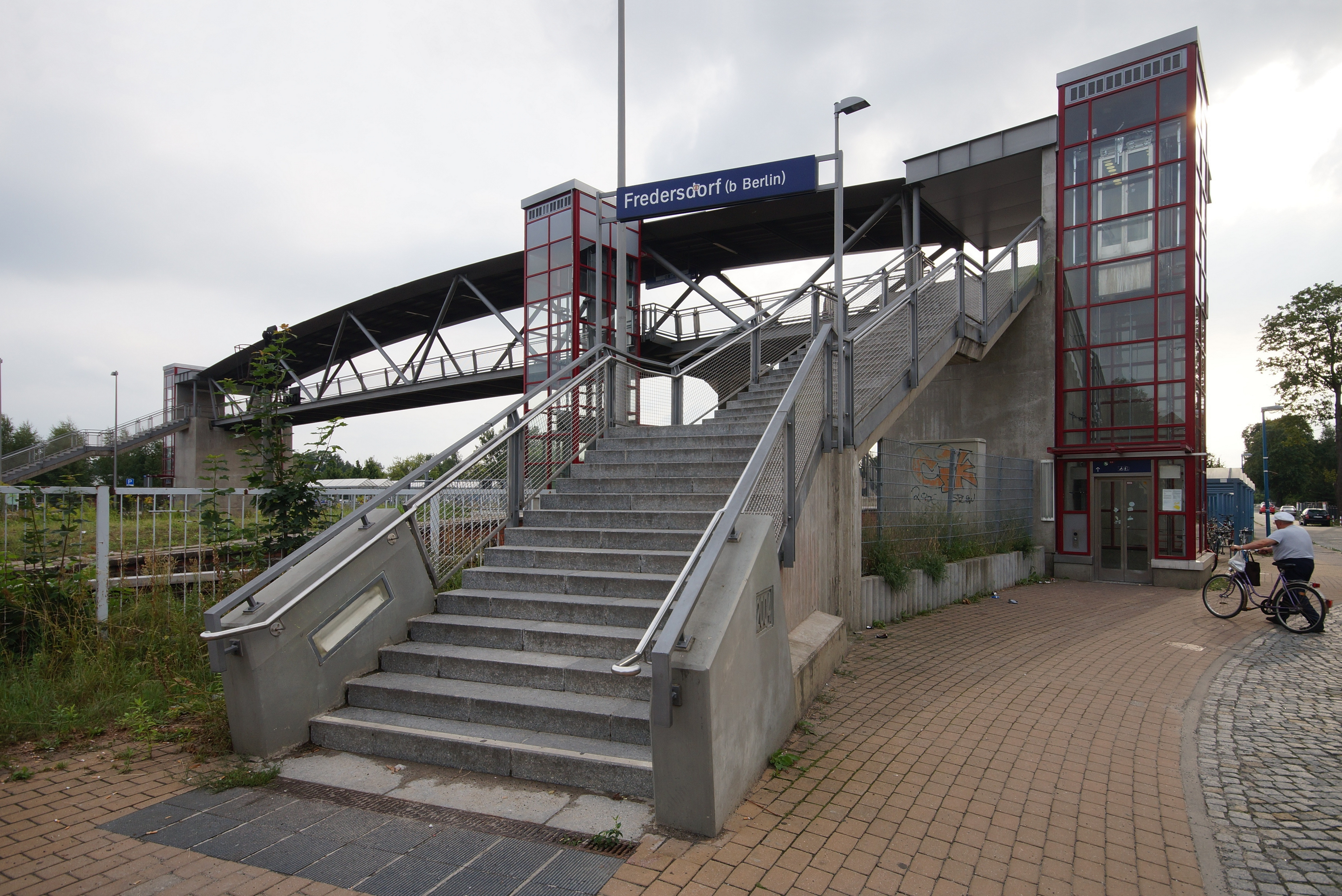
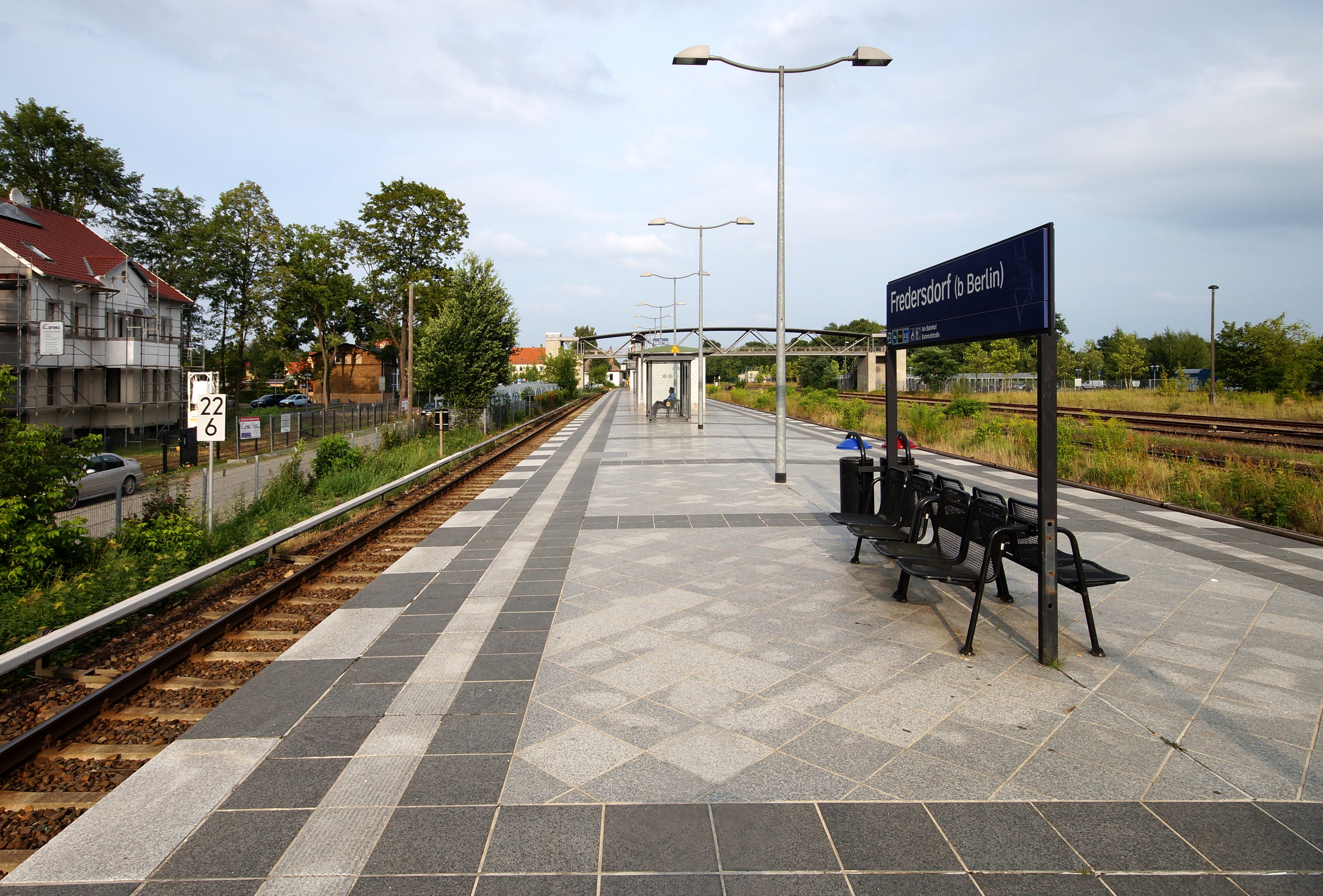
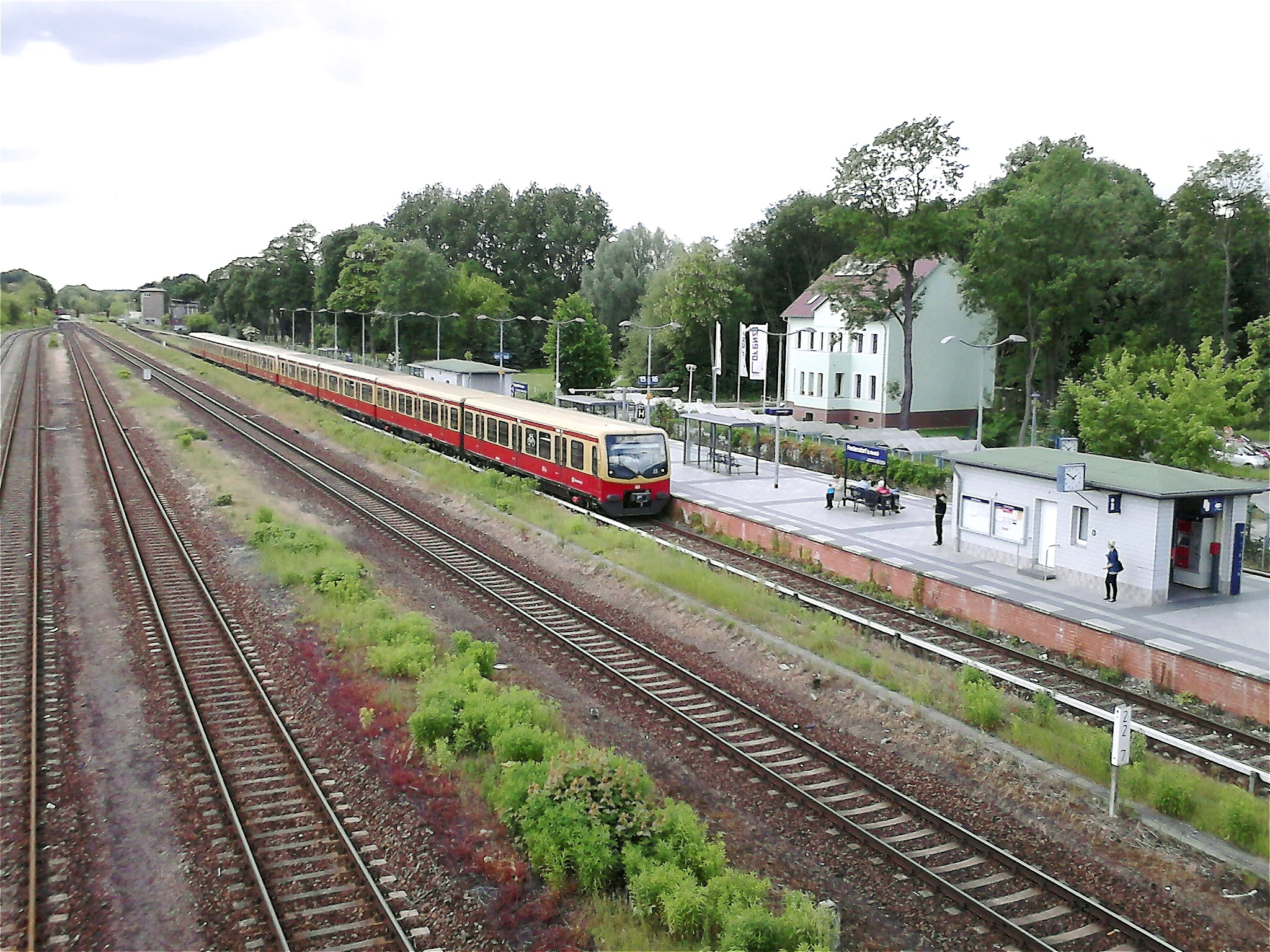